# Bescheid (Hunsrück)

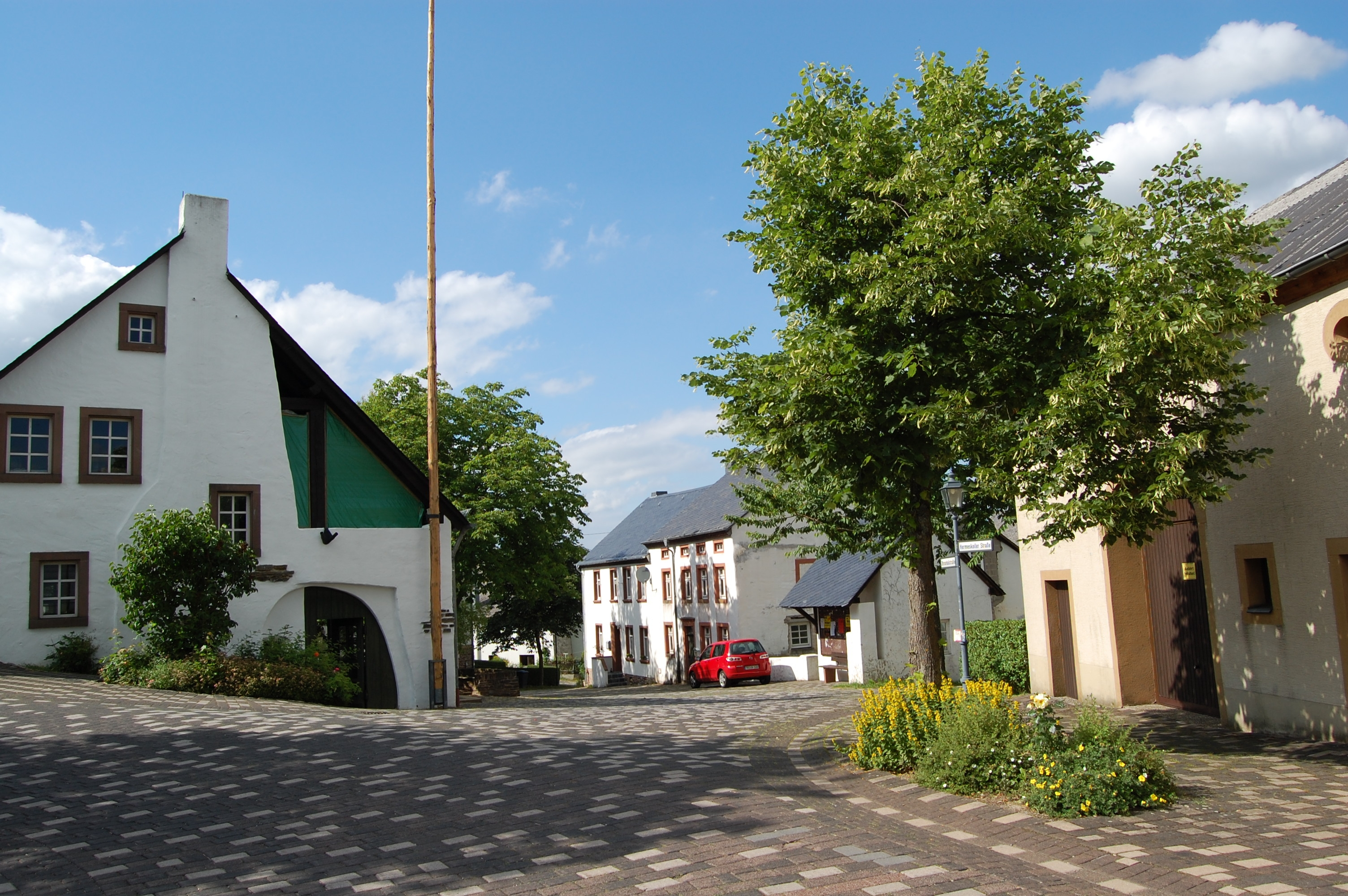
Dorfmittelpunkt

Bescheid (moselfränkisch: Baäschd) im Hunsrück ist eine Ortsgemeinde im Landkreis Trier-Saarburg in Rheinland-Pfalz. Sie gehört der Verbandsgemeinde Hermeskeil an.

## Geographie
Die Gemeinde liegt teilweise im Naturpark Saar-Hunsrück. Zur Gemeinde gehören auch die Wohnplätze Bescheidermühlen, Jagdhaus Hubertus und Rockenburgerhof.

## Geschichte
Die erste Besiedlung fand bereits in vorchristlicher Zeit statt, davon zeugen viele im Wald gefundene keltische Hügelgräber. Die erste urkundliche Erwähnung datiert aus dem Jahr 1030. Ältestes Gebäude im Ort ist vermutlich der Kirchturm, der nach einer Inschrift über dem Eingang der alten Sakristei im Jahr 1474 erbaut wurde.
Um das Gemeinde-Wappen rankt sich eine besonders interessante Geschichte. Das Wappen – dreigeteilt in Kirchenglocke, Wagenrad und Horn – erinnert zum einen an den zweiten Schutzpatron der Dorfkirche Heilige Dreifaltigkeit, den Heiligen Hubertus, von Glocke und Rad erzählt man sich zum anderen folgende Geschichte:
„Zu einer Zeit, als die Ortschaften Bescheid und Schleich eine Pfarrgemeinde mit der dazugehörigen Kirche auf dem Schleicherberg, dem Kirchberg, unterhielten, zog Kriegsgefahr auf und man beschloss, die Glocke zum Schutz vor den Feinden im Wald zu vergraben. Nachdem der Krieg vorüber war, vergaß man den Ort, an dem die Glocke vergraben war zunächst, bis eine Rotte Schweine sie freilegte. Da beide Dörfer mittlerweile eigene Pfarrkirchen hatten, entstand zunächst ein Streit darum, wem die Glocke gehören solle. Man einigte sich darauf, dass sie dem Dorf gehören solle, in das sie von einem blinden Pferd, das man vor einen Wagen mit der Glocke spannte, gebracht werde. Das Pferd ging geradewegs nach Bescheid und kurz vor Erreichen des Ortes löste sich ein Rad vom Wagen und rollte, bis es an der Kirchenmauer liegen blieb. Aufmerksame Zuhörer wollen anschließend aus dem Geläut der Glocke folgende Worte gehört haben: Wildsau wühlt mich, blind Pferd schleift mich, zu Gottes Ehr läut ich!“
Bevölkerungsentwicklung
Die Entwicklung der Einwohnerzahl, die Werte von 1871 bis 1987 beruhen auf Volkszählungen:
| Jahr | Einwohner |
| ---- | --------- |
| 1815 | 215       |
| 1835 | 322       |
| 1871 | 394       |
| 1905 | 342       |
| 1939 | 374       |
| 1950 | 373       |

| Jahr | Einwohner |
| ---- | --------- |
| 1961 | 367       |
| 1970 | 376       |
| 1987 | 359       |
| 2005 | 412       |
| 2011 | 402       |
| 2017 | 397       |

## Politik

### Gemeinderat
Der Ortsgemeinderat in Bescheid besteht aus acht Ratsmitgliedern, die bei der Kommunalwahl am 9. Juni 2024 die in einer Mehrheitswahl gewählt wurden, und der ehrenamtlichen Ortsbürgermeisterin als Vorsitzender.

### Bürgermeister
Nastja Raabe (heutiger Name: Raabe-Roschlaub) wurde 2014 Ortsbürgermeisterin von Bescheid. Bei der Direktwahl am 26. Mai 2019 wurde sie mit einem Stimmenanteil von 73,93 % für weitere fünf Jahre in ihrem Amt bestätigt. Bei der Direktwahl am 9. Juni 2024 wurde sie als Einzelbewerberin mit 78,8 % der Stimmen ohne Gegenkandidat erneut wiedergewählt.
Raabes Vorgänger Raimund Olinger war 2014 nicht erneut angetreten.

### Wappen
Blasonierung: Über grünem Schildfuß, darin ein goldenes Jagdhorn, schräglinks gespalten, oben in Blau eine goldene Glocke, unten in Silber ein rotes Wagenrad.

## Sehenswürdigkeiten
- Menhir von Bescheid
- Ein beliebtes Ausflugsziel ist die Bescheider Mühle im Tal der Kleinen Dhron. Ein überregional bekanntes Restaurant ist die Malerklause in Bescheid.

## Vereine
In Bescheid gibt es ein reges Vereinsleben, u. a. finden sich dort die örtliche Freiwillige Feuerwehr, der Sportverein Bescheid, der Musikverein Bescheid, ein Skatverein sowie die Frauengemeinschaft Bescheid. Die Jugend hat sich im Förderverein der Jugend Bescheid organisiert.

## Wirtschaft
Der Windpark Mehringer Höhe befindet sich bei Mehring, Naurath (Wald) und Bescheid.